# Udàrnik (Magadan)
|  | Per a altres significats, vegeu «Udàrnik». |

Udàrnik (en rus: Ударник) és un poble (possiólok) de l'óblast de Magadan, a Rússia, que el 2019 no tenia cap habitant. Pertany al districte rural de Sussuman.